# Pause (bài hát của Pitbull)
"Pause" là một ca khúc của nam ca sĩ nhạc rap người Mỹ Pitbull nằm trong album phòng thu thứ sáu của anh, Planet Pit. Ca khúc này được sáng tác bởi Armando C. Perez, Adrian Santalla, Abdesamad Ben Abdelouahid, Ari Kalimi, Urales Vargas và được sản xuất bởi Drop, Affect và DJ Buddha. Ca khúc đã lọt vào bảng xếp hạng New Zealand Singles Chart tại vị trí thứ 33.
"Pause" được sử dụng để quảng bá cho chương trình luyện tập sức khỏe của Zumba. Ngoài ra, "Pause" cũng là ca khúc chủ đề của video trò chơi Zumba Fitness 2.

## Danh sách ca khúc
- Bản album

1. "Pause" – 3:01

- Bản đĩa đơn

1. "Pause (Zumba Edit)" – 3:01

## Tham gia thực hiện
- Hát chính – Pitbull
- Sản xuất – Dj Buddha
- Sáng tác – Armando C. Perez, Adrian Santalla, Abdesamad Ben Abdelouahid, Ari Kalimi, Urales Vargas
- Hãng đĩa: Polo Grounds, J Records, RCA Records, Mr. 305

## Xếp hạng
| Bảng xếp hạng (2011)            | Vị trí cao nhất |
| ------------------------------- | --------------- |
| Áo (Ö3 Austria Top 40)          | 73              |
| Canada (Canadian Hot 100)       | 44              |
| New Zealand (Recorded Music NZ) | 33              |
| Tây Ban Nha (PROMUSICAE)        | 42              |
| US Billboard Hot 100            | 73              |